# ارنست هولیمان
ارنست هولیمان (انگلیسی: Ernst Hürlimann; ۱۹ اکتبر ۱۹۳۴ – ) قایقران روئینگ اهل سوئیس بود.
وی در مسابقات کشوری و بین‌المللی در مجموع برندهٔ ۱ مدال برنز شده‌است.